# Saint-Héand
Saint-Héand is een gemeente in het Franse departement Loire (regio Auvergne-Rhône-Alpes). De plaats maakt deel uit van het arrondissement Saint-Étienne. Saint-Héand telde op 1 januari 2022 3.684 inwoners.
De naam verwijst naar de heilige Eugendus of Oyen van Condat (5e - 6e eeuw).

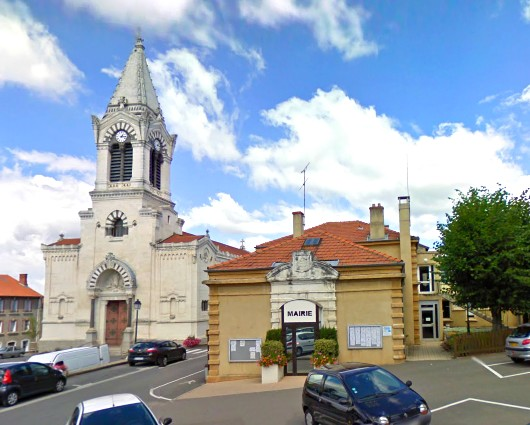
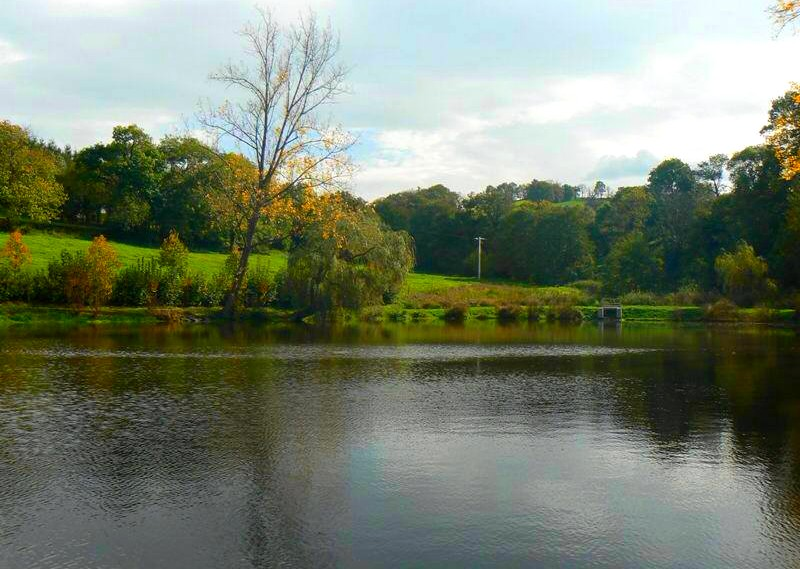

## Geografie
De oppervlakte van Saint-Héand bedroeg op 1 januari 2022 31,3 vierkante kilometer; de bevolkingsdichtheid was toen 117,7 inwoners per km².

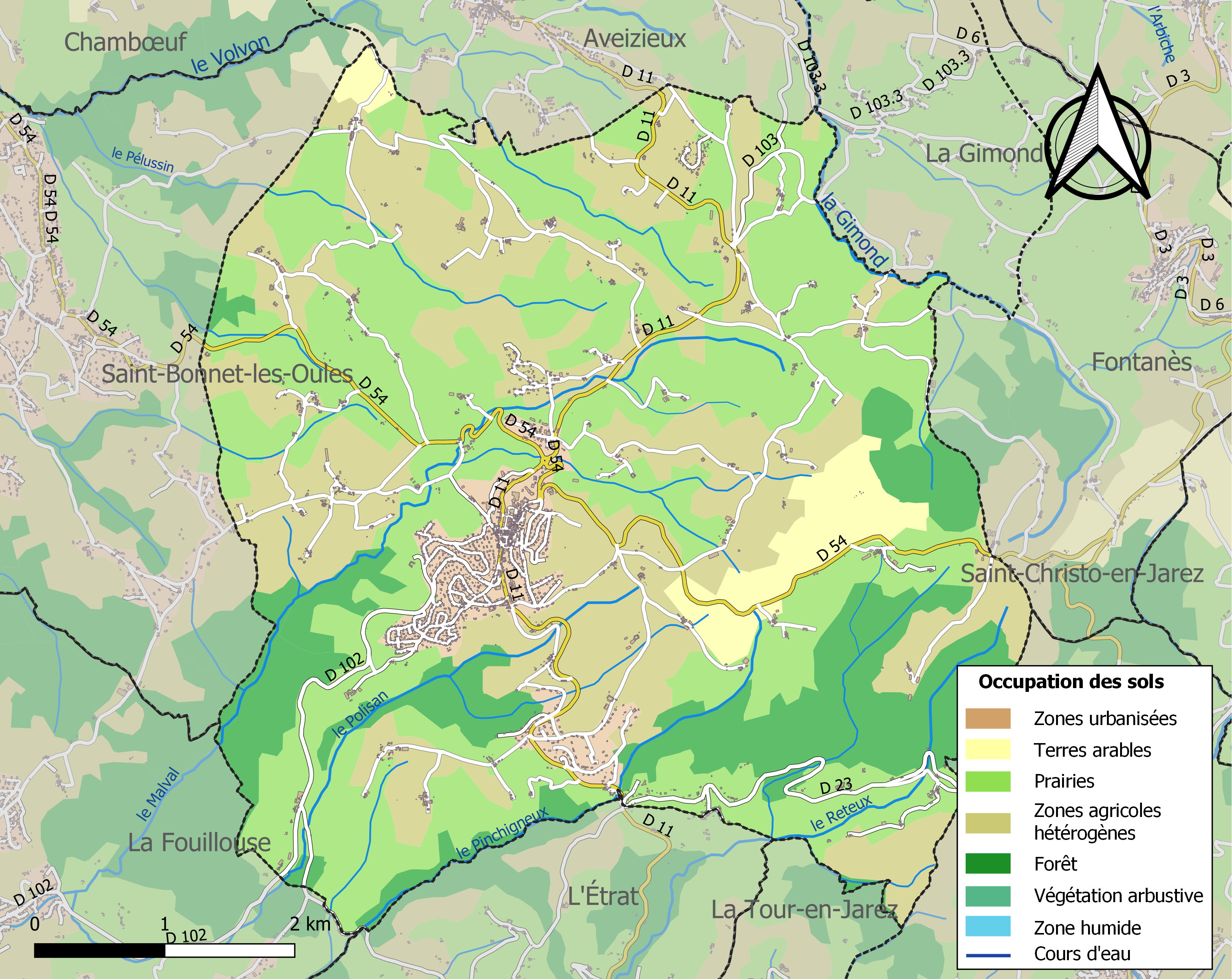
Kaart van de gemeente met de belangrijkste infrastructuur, bodemgebruik en omliggende gemeenten

## Demografie
Onderstaande figuur toont het verloop van het inwonertal (bron: INSEE-tellingen).